# Farkas Edith
Győri Farkas Edith Ida Amália (Budapest, 1877. február 16. – Budapest, 1942. március 24.) magyar katolikus szerzetesnő, a Szociális Missziótársulat alapítója, író.

## Családja és származása
A régi nemesi származású győri Farkas család egyetlen gyermekeként, Budapesten született. Édesapja győri Farkas Jenő (1834–1906), miniszteri tanácsos, édesanyja Kunze Mária volt. Az apai nagyszülei győri Farkas Rudolf (1805–1878), királyi tanácsos, a magyar királyi udvari kancellária protokollfőnöke, a magyar királyi fiúmei kormányszék protokollistája, és nemes Thierry Amália voltak. A család felmenője győri Farkas András 1632. június 24-én címeres nemeslevelet szerzett adományban II. Ferdinánd magyar királytól.

## Élete
Már gyermekkorában nagy szociális érzékenységgel fordult a szegények és különösen a nők szociális problémái felé. Serdülőként belépett a Szent Erzsébet Egyesületbe is.
A Szent Orsolya-rend soproni főiskoláján tanítói, majd tanári oklevelet szerzett. Leányiskolában kezdett tanítani. A Katolikus Nővédő Egyesület tagja, majd alelnöke (1906) és ügyvezető elnöke (1908) volt. 1908-ban Slachta Margittal Szikszón megalapította a Szociális Missziótársulat anyaházát Fischer-Colbrie Ágoston kassai és Prohászka Ottokár székesfehérvári püspökök támogatásával. (Az anyaház 1913-ban Budapestre költözött.) Az első világháború alatt több kórházat vezetett, és karitatív tevékenységet fejtett ki. 1922-ben megindította a hajléktalanok menhelymisszióját.
1923-ban Stadler Frieda és Buttykai Antal OFM támogatásával Budapesten Rabolt Margittal megkezdte a katolikus leányok szervezését,

## Művei
- A Szociális Missziótársulat rövid ismertetése: Irányzat és gyakorlat. Budapest: Stephaneum Nyomda. 1911.
- A hivatalos pártfogó. Budapest: Stephaneum Nyomda. 1912.
- Missziós útravalók. Budapest: Szociális Missziótársulat. 1925.
- Prohászka Ottokár missziós körlevelei. Sajtó alá rendezte Farkas Edith. Budapest: Szociális Missziótársulat. 1927.
- Magyarország gyásza Prohászka Ottokár püspök halálakor: Szemelvények. Sajtó alá rendezte Farkas Edith. Budapest: Szociális Missziótársulat. 1927.
- Néhány missziós tanítás. Budapest: Szociális Missziótársulat. 1943.
- Farkas Edith lelkiiskolája: Alapító anyánk tanításai 1-5. Budapest: Szociális Missziótársulat. 1943–1947.